# 등곡리 부도
등곡리 부도(登谷里 浮屠)는 세종특별자치시 부강면 등곡리에 있는 부도이다. 2014년 9월 30일 세종특별자치시의 향토문화유산 제60호로 지정되었다.

## 개요
등곡리 부도(登谷里 浮屠)는 승려의 사리나 유골을 안치(安置)한 탑(塔)으로 등곡리에 있었던 절과 관계된 것으로 추정된다.
부도(浮屠, 浮圖)는 승탑(僧塔) 또는 묘탑(墓塔)이라 부른다. 일반적으로 절의 한가운데 세워져 있는 불탑(佛塔)은 본래 석가모니의 사리를 봉안(奉安)하기 위한 만든 것이나 불교의 전파과정에서 탑 자체가 부처와 불법(佛法)을 상징하는 것으로 바뀌었다. 이것과는 달리 부도는 한 승려의 행적이나 가르침을 받들기 위해 그를 따르는 제자나 신도들이 제작한다는 점에서 차이가 있다.
우리나라에 불교가 전파된 것은 4세기 후반(고구려, 372년)이지만 부도의 제작은 『三國遺事(삼국유사)』에 기록이 남아있는 7세기 중엽부터로 보고 있다. 부도의 제작이 확산(擴散)된 것은 9세기 당나라에서 선종(禪宗)이 전파된 이후이다. 5교9산(五敎九山)이라 하여 여러 종파(宗派)가 세워지고 각 종파의 조사(祖師)와 그 계보(系譜)가 만들어짐에 따라 돌아가신 스승에 대한 숭앙(崇仰)의 방법으로 부도와 스승의 행적(行蹟)과 가르침을 적은 탑비(塔碑)를 제작하게 되었다.
등곡리 부도는 화강암을 깎아 종(鐘)모양으로 만들었다. 네모난 바닥돌 위에 세워져 있는 것으로 보아 본래 위치로 보이지만 뒷면은 파괴되어 절반만 남아있다. 부도와 함께 세우는 탑비는 물론 등곡리에 있었던 것으로 추정되는 절에 대한 기록마저 남아있지 않아 그 제작연원이나 대상자를 알 수 없다. 다만 부도의 위치나 고려시대와 조선시대에 제작된 기와의 조각들이 주변에 많은 점 등으로 미루어 등곡리사지(登谷里寺址)는 현재 부도가 있는 곳과 멀지 않은 것으로 추정된다.